# 實例
在计算机系统中，任何时候基于某种模型的一个新的東西被創建後，都可以说该模型已经被实例化。这个实例通常与其他基於同一模型的实例有一个共同的数据结构，但储存在实例中的值是独立的。这样，改变一个实例中的值就不会干扰到其他一些实例的值。
在面向对象程序设计中，实例是任何对象的具体實現，创建一个实例被称为实例化。在基于类编程中，一个对象就是一个类的实例，对象由构造函数创建，并由析构函数销毁。該對象可以称为类实例或类对象。并非所有的类都可以被实例化，抽象类就不能被实例化。